# Xenia novaecaledoniae
Xenia novaecaledoniae är en korallart som beskrevs av Verseveldt 1974. Xenia novaecaledoniae ingår i släktet Xenia och familjen Xeniidae. Inga underarter finns listade i Catalogue of Life.